# Hipermovilidad
La hipermovilidad o hiperlaxitud articular se refiere al aumento exagerado de la movilidad de las articulaciones. Las personas que padecen este trastorno se caracterizan por tener más elasticidad que el resto de la población. Este característica se mide mediante el diagnóstico de Beighton.
La hiperlaxitud articular se presenta con mayor frecuencia en mujeres que en hombres con una diferencia de entre un 5 a un 15 %. Es un trastorno genético y lo importante no es la hiperlaxitud (que es más patente), sino los genes (que no se ven); por ello, en general, los síntomas aumentan conforme avanza la edad, aunque la pérdida de laxitud de las articulaciones con los años también es otro factor.

## Causas
Los síntomas asociados a la hiperlaxitud articular se definen como "síndrome de hiperlaxitud articular". Según los especialistas, solamente un bajo porcentaje de las personas con hiperlaxitud presentan síntomas, llegando al 10 % las que presentan problemas a nivel de aparato locomotor. Por ello, es necesario diferenciar entre hiperlaxitud articular (hiperlaxitud sin síntomas) y padecer un síndrome de hiperlaxitud articular (hiperlaxitud articular con síntomas). 
En el caso del síndrome, sus causas todavía no están claras, aunque sí está probado que son de carácter genético. 
La causa más probable es una mutación genética que provoca que las fibras de colágeno repercutan en la elasticidad y fragilidad de ligamentos, tendones, vasos sanguíneos, piel, etc. Al aumentar la elasticidad de las mismas, la posibilidad de sufrir lesiones es mayor.

## Síntomas
Entre los síntomas se pueden mencionar:
- Dolor en músculos y articulaciones (tanto en las superiores como inferiores como axiales, es decir, muñecas, dedos, codos, hombros, cervicales, espalda, caderas, rodillas, tobillos...), rigidez muscular (espasmos).
- Enfermedades con los tejidos blandos, tales como tendinitis, capsulitis, torceduras de tobillo, tortícolis, luxaciones (huesos que se salen de su sitio).
- Enfermedades ligadas a la columna, tales como la lumbalgia, la escoliosis o el pie plano.
- Síntomas fuera de las articulaciones ligadas a la hiperlaxitud: Aumento de la distensibilidad de la piel, varices, hernias.

## Diagnóstico y factores agravantes
El diagnóstico se suele realizar por un médico reumatólogo mediante la aplicación del diagnóstico de Beighton, cuyo resultado se mide en una escala del 0 al 9 estando el umbral de la normalidad en 4. Una puntuación mayor de 4 indica que la persona tiene hiperlaxitud articular, aunque puede ser que no tenga síntomas y entonces no se puede afirmar que padece la enfermedad. 
Entre los factores agravantes se encuentran: posturas incorrectas, movimiento excesivo, sobrepeso, sedentarismo, cargar peso excesivo, estrés.

## Tratamiento y evolución
El tratamiento habitual suele utilizar fármacos (antirreumáticos, antiinflamatorios no esteroideos y analgésicos). Al tratarse de una enfermedad crónica, el tratamiento debe ser de por vida. 
Se puede complementar con ejercicios de bajo impacto en las articulaciones como yoga y natación.
El síndrome de hiperlaxitud articular es una enfermedad que puede causar graves alteraciones en la calidad de vida de las personas afectadas, debido al dolor crónico, a la fatiga crónica y a las frecuentes lesiones asociadas a este síndrome.